# 弘前市立和徳小学校
弘前市立和徳小学校（ひろさきしりつ わとくしょうがっこう）は、青森県弘前市大字代官町にある公立小学校。

## 沿革
- 1874年（明治7年）
  - 1月8日 - 和徳町旧倉稟を校舎にして弘前二番小学として創立。
  - 2月18日 - 和徳小学と改称。
- 1878年（明治11年）12月20日 - 一棟増築落成。
- 1882年（明治15年）1月 - 和徳小学校と改称。
- 1885年（明治18年）7月 - 学聯区を廃止し、本校は中津軽郡第三学区となる。
- 1886年（明治19年）4月 - 小学校令公布により、尋常科4年義務教育となる。同時期、中津軽郡和徳尋常小学校と改称。
- 1888年（明治21年）
  - 1月30日 - 旧校舎取壊し。
  - 4月20日 - 全校猿賀神社に遠足。これが、同校遠足のはじまり。
- 1889年（明治22年）
  - 1月20日 - 新校舎落成。
  - 6月21日 - 弘前市制実施により、弘前市和徳尋常小学校と改称。
- 1898年（明治31年）
  - 7月14日 - 仮校舎を控所に移し、本校舎取壊し。
  - 10月16日 - 和徳村大字和徳字俵元に新校舎落成移転。
- 1901年（明治34年）9月7日 - 生徒昇降口及びトイレ増築落成。
- 1902年（明治35年）5月28日 - はじめての修学旅行として、浅虫へ行く。
- 1907年（明治40年）3月11日 - 校舎内に図書室設置。
- 1908年（明治41年）4月1日 - 小学校令改正により、尋常6年制となる。
- 1910年（明治43年）8月31日 - 校舎の一部改築。
- 1911年（明治44年）1月21日 - 通学区域改正により、瓦町一帯が、第一大成小学校の学区に移管。
- 1922年（大正11年）11月 - 薪ストーブの使用開始。これまでは、教室に火鉢2個が置かれただけだった。
- 1923年（大正12年）
  - 11月5日 - 報師会から校旗を寄贈される。
  - 12月5日 - 新築校舎落成。
- 1924年（大正13年）6月8日 - 創立50周年記念式典挙行。
- 1926年（大正15年）7月28日 - 青年訓練所併設。
- 1927年（昭和2年）
  - 3月19日 - 校歌制定式挙行。
  - 5月29日 - 和徳大火により、トイレ焼失。
- 1935年（昭和10年）
  - 4月1日 - 青年訓練所を廃止し、和徳青年学校併設。
  - 11月27日 - 校舎増築落成。
- 1936年（昭和11年）1月15日 - 中津軽郡和徳村の一部（本校校地も含む）が弘前市に編入。
- 1938年（昭和13年）12月24日 - 木炭節約のため、夏休みを短縮し、冬休みを延長（10日間）。
- 1939年（昭和14年）
  - 3月31日 - 進修尋常小学校を併合。
  - 11月21日 - 増築校舎落成。
- 1941年（昭和16年）4月1日 - 国民学校令により、弘前市和徳国民学校に改称。
- 1942年（昭和17年）5月30日 - 増築校舎落成。
- 1943年（昭和18年）10月5日 - 創立70周年記念式典挙行。
- 1944年（昭和19年）10月3日 - 米減量のため、給食が中止される。
- 1947年（昭和22年）
  - 3月1日 - 学校給食はじまる（事実上の再開）。
  - 4月1日 - 学校教育法（旧法）施行により、弘前市立和徳小学校と改称。
- 1948年（昭和23年）5月4日 - 養護学級開設。
- 1949年（昭和24年）
  - 5月2日 - 学校週5日制実施（約2年で廃止）。
  - 9月1日 - 図書室開設。
- 1954年（昭和29年）
  - 6月8日 - 創立80周年記念式典挙行。協賛会より、グランドピアノが寄贈される。
  - 9月26日 - 台風15号（洞爺丸台風）により、校舎が大きな被害を受ける。
- 1955年（昭和30年）8月6日 - 校庭に円形プール設置。
- 1956年（昭和31年）1月8日 - 音楽新設、使丁室移転。
- 1959年（昭和34年）9月18日 - 体操器具室を音楽室に改造し、器具室増築工事完了。
- 1964年（昭和39年）6月8日 - 創立90周年記念式典挙行。記念行事として、図書館整備・鼓笛隊楽器整備及び沿革出版。
- 1966年（昭和41年）12月7日 - 中央廊下洗い場改造、理科室流し場増設。
- 1967年（昭和42年）4月30日 - 校門拡張及び学校境界にブロック塀設置。
- 1968年（昭和43年）
  - 9月20日 - 新築校舎の工事着手。
  - 10月1日 - 新築校舎に地鎮祭挙行。
- 1969年（昭和44年）
  - 5月1日 - 新校舎第一期（鉄筋コンリート3階建12教室及び廊下）完成。
  - 6月28日 - 新校舎第二期工事開始。
  - 7月23日 - 第5学年と6学年児童を新校舎に移転させ、授業開始。
  - 12月30日 - 第二期工事（5教室・音楽室・図工室・トイレ）完成。
- 1970年（昭和45年）
  - 7月26日 - 第三期工事開始。
  - 12月26日 - 第三期工事（4教室・理科室・トイレ）完成。
- 1971年（昭和46年）
  - 7月20日 - 新体育館基礎工事開始。
  - 12月21日 - 第四期工事完成。新体育館の使用開始。
- 1973年（昭和48年）
  - 1月30日 - 第五期工事（北側校舎）完成。
  - 7月16日 - 水泳プール修払式並びに竣工式とプール開きを行った。PTAから、濾過装置と更衣室が寄贈された。
- 1974年（昭和49年）
  - 4月19日 - 新校舎管理棟を移転する。
  - 4月23日 - 特別教室（理科室・図書室・図工室・家庭科室）を移転。
  - 6月4日 - 創立100周年祝賀パレードを行った。
  - 6月8日 - 創立100周年記念と新校舎竣工の両式典挙行。
- 2010年（平成22年）3月22日 - 屋内運動場を増改築[1]。
- 2023年（令和5年）10月21日 - 創立150周年記念式典挙行[2]。

## 教育目標
- 自ら学ぶ子
- 心ゆたかな子
- たくましい子

## 学区
和徳町、代官町の一部、植田町、緑町、萱町、徒町川端町、徳田町、南柳町、北柳町、南横町、北横町、茶畑町、野田1・2丁目、宮川全域、堅田1・3～5丁目、駅前1・2丁目、駅前3丁目の一部、東和徳町、松ケ枝1丁目の一部、松ケ枝2・4・5丁目、俵元1・2丁目、和泉1丁目の一部、和泉2丁目の一部、高崎2丁目の一部。

## 交通
- 弘南バス
  - 和徳小学校通り（和徳回り 城東環状100円バス、他）停留所下車後、すぐそば。ただし、校門がある正面までは、県道260号に出る必要があり、やや遠回りとなる。
  - 和徳十文字（五所川原線・浪岡線・日沼経由黒石線）停留所下車後、徒歩約140m・約2分。
- JR東日本・弘南鉄道弘南線弘前駅から、
  - 上述の路線バスで、
    - 「和徳小学校通り」停留所まで、城東環状100円バス(和徳回り)で4分、一般路線バスで8分。
    - 「和徳十文字」五所川原 - 弘前線の五所川原駅前方面停留所まで、11～13分[3][4]。

  - 車で、約1km・約2分。
  - 徒歩で、約930m・約15分。